# Archiearis notha
Archiearis notha là một loài bướm đêm thuộc họ Geometridae. Loài này được tìm thấy ở châu Âu.

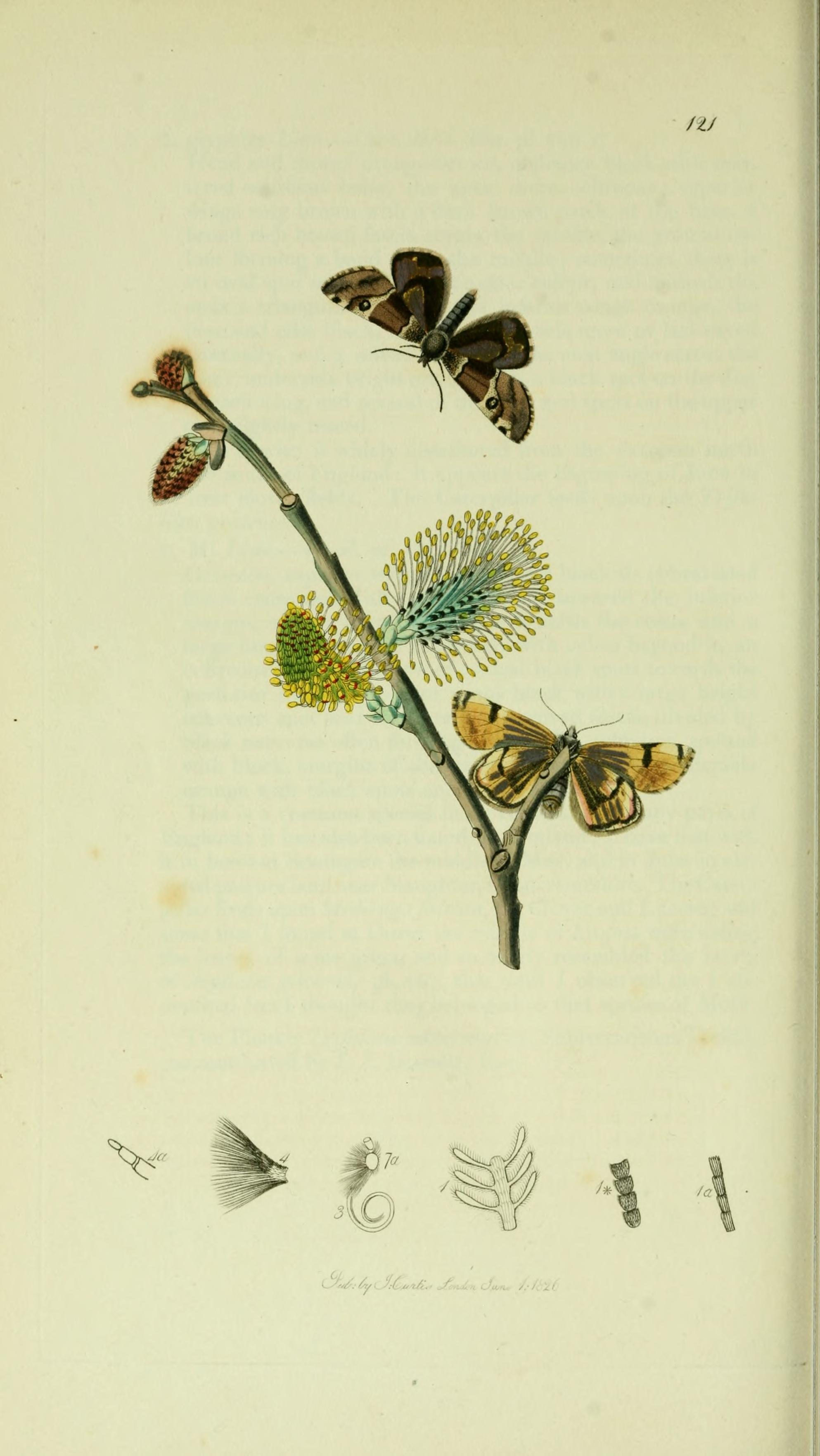
Minh họa từ John Curtis's British Entomology Volume 5

Sải cánh dài ca. 35 mm. Con trưởng thành bay từ tháng 3 đến tháng 4 tùy theo địa điểm.
Ấu trùng ăn Populus tremula.

## Hình ảnh

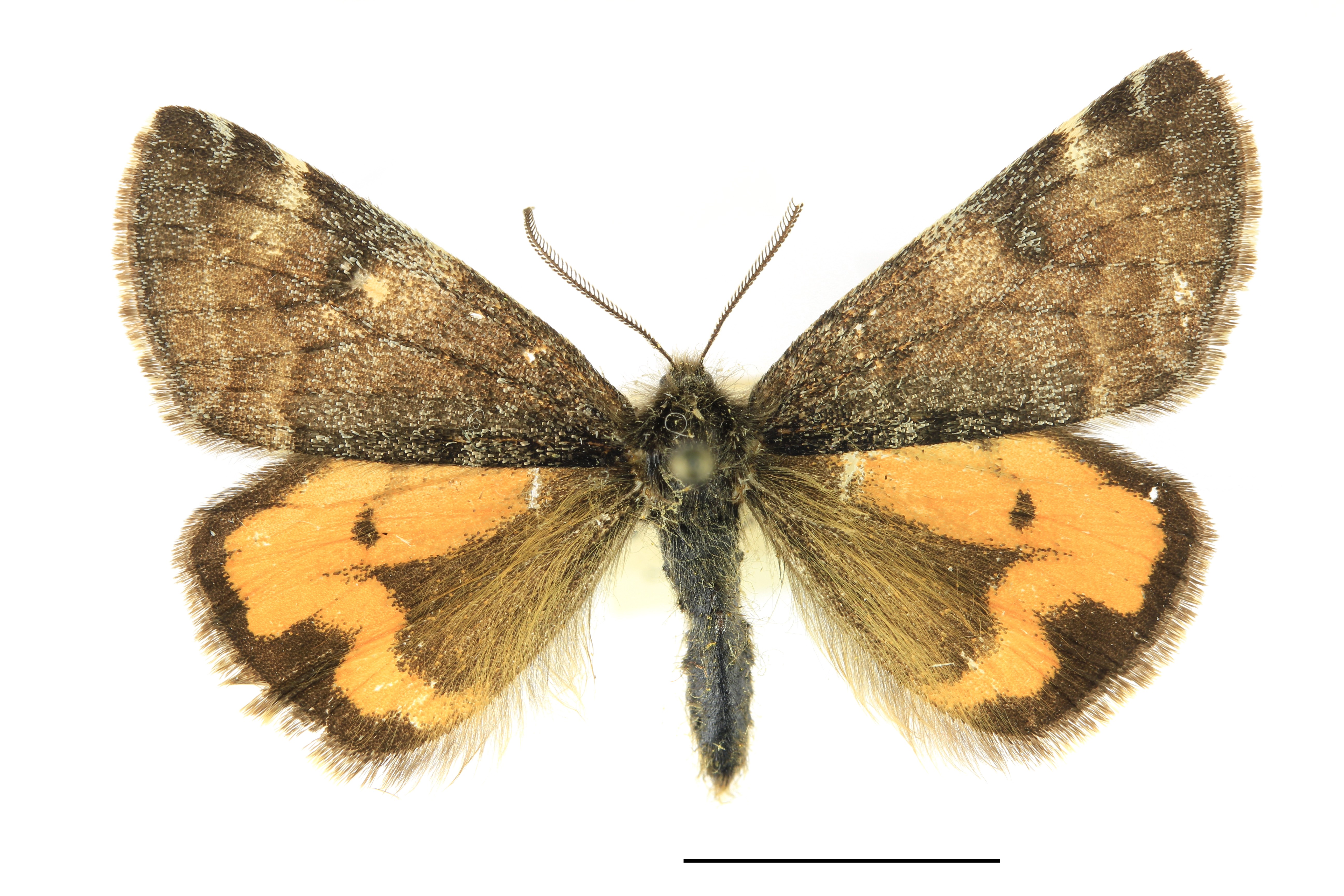
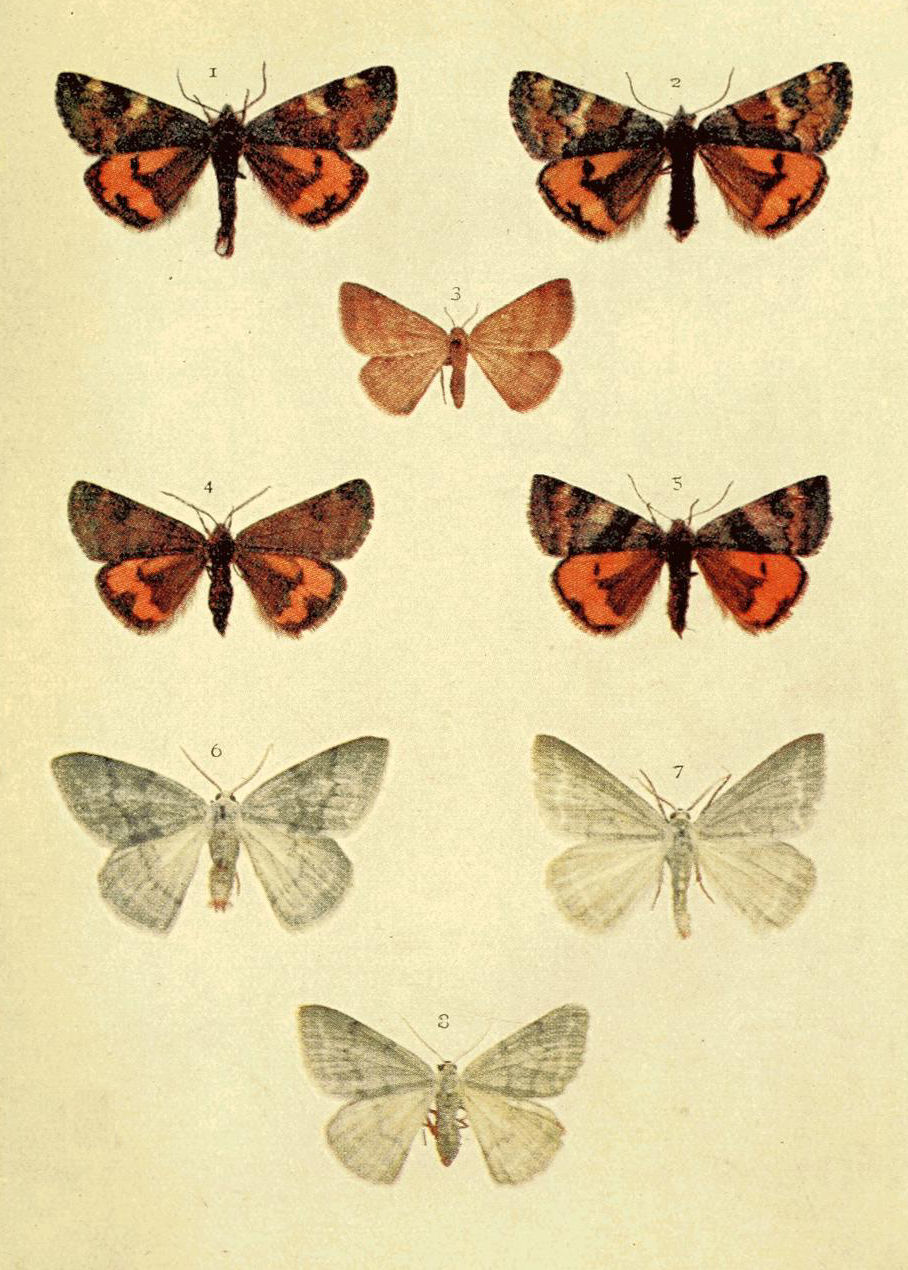
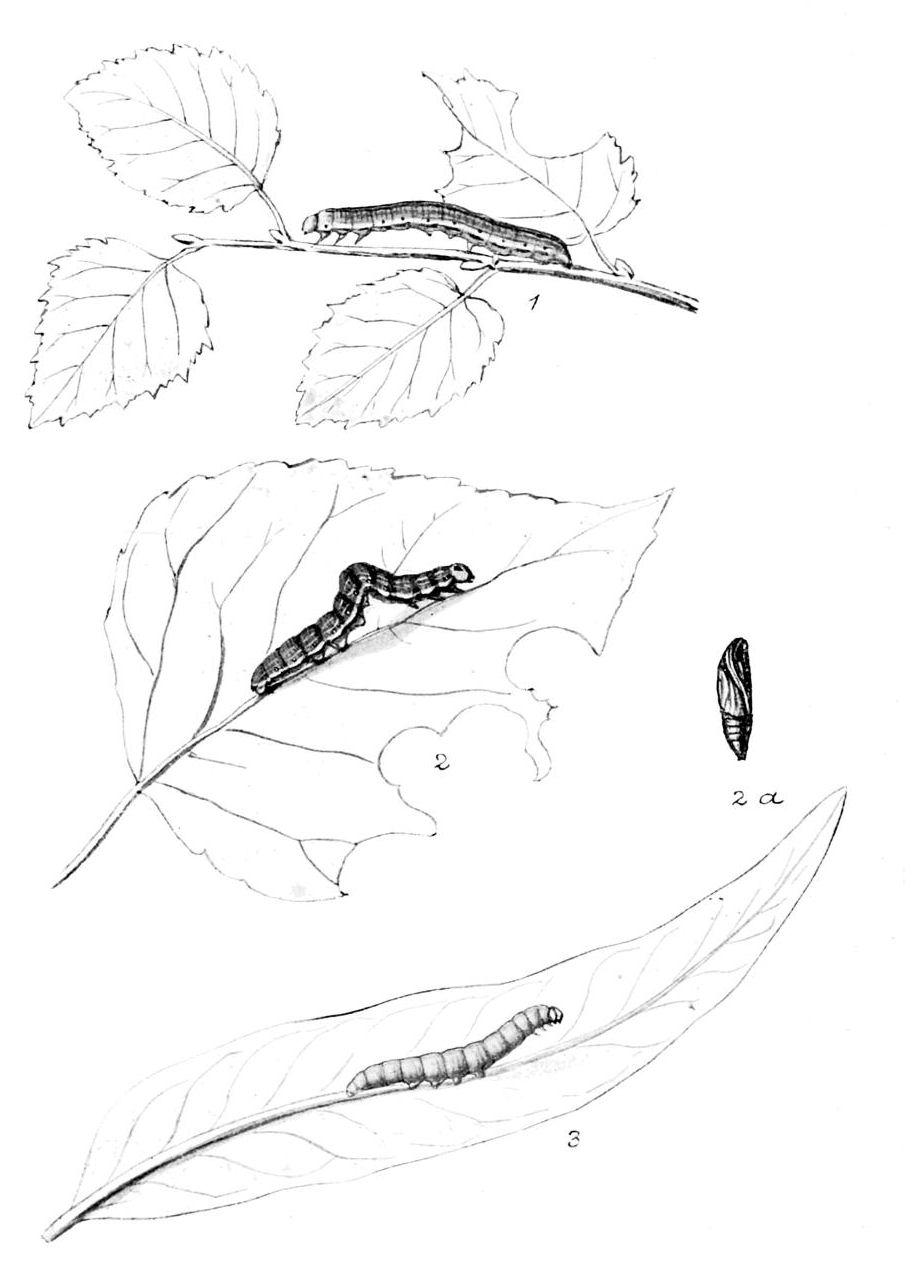